# Ambelau

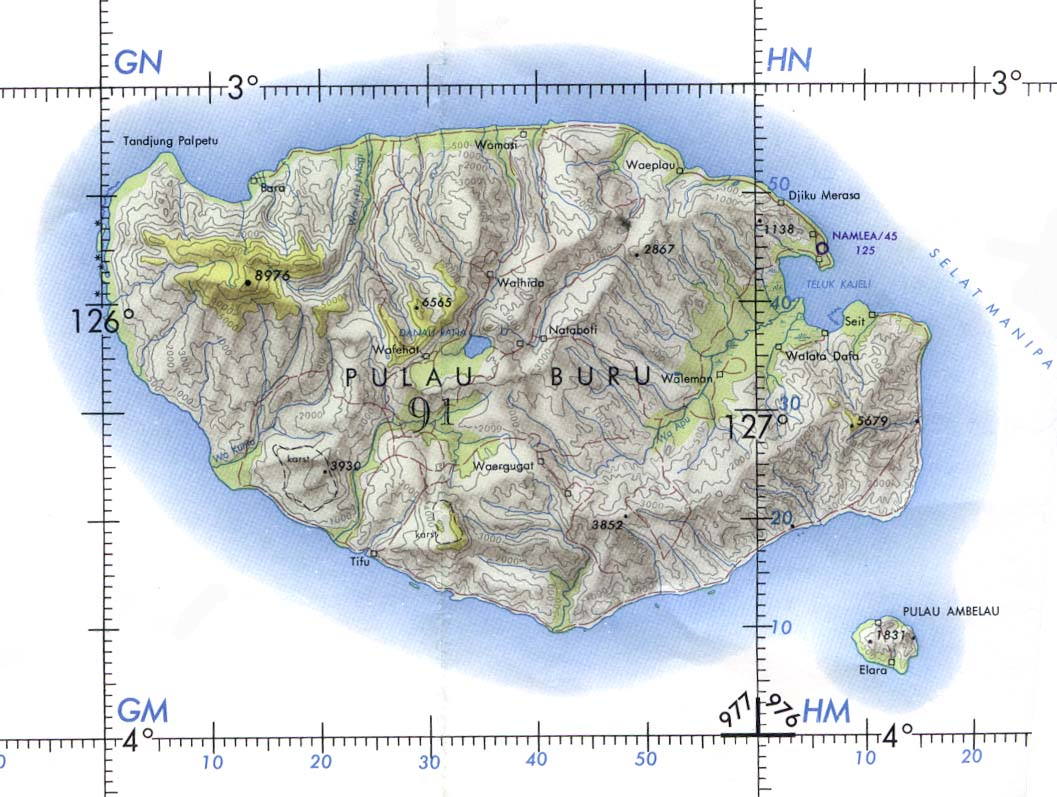
Bảng đồ đảo Buru với Ambelau ở phía đông nam.

Ambelau hay Ambalau là một đảo núi lửa thuộc quần đảo Maluku của Indonesia, nằm trong biển Banda. Đảo là một đơn vị hành chính (tiếng Indonesia: Kecamatan Ambelau) của huyện Nam Buru (tiếng Indonesia: Kabupaten Buru Selatan) thuộc tỉnh Maluku (tiếng Indonesia: Provinsi Maluku), Indonesia. Khoảng một nửa dân số là người Ambelau bản địa, nói tiếng Ambelau; còn lại đa phần là dân nhập cư từ các đảo lân cận và từ Java.

## Địa lý

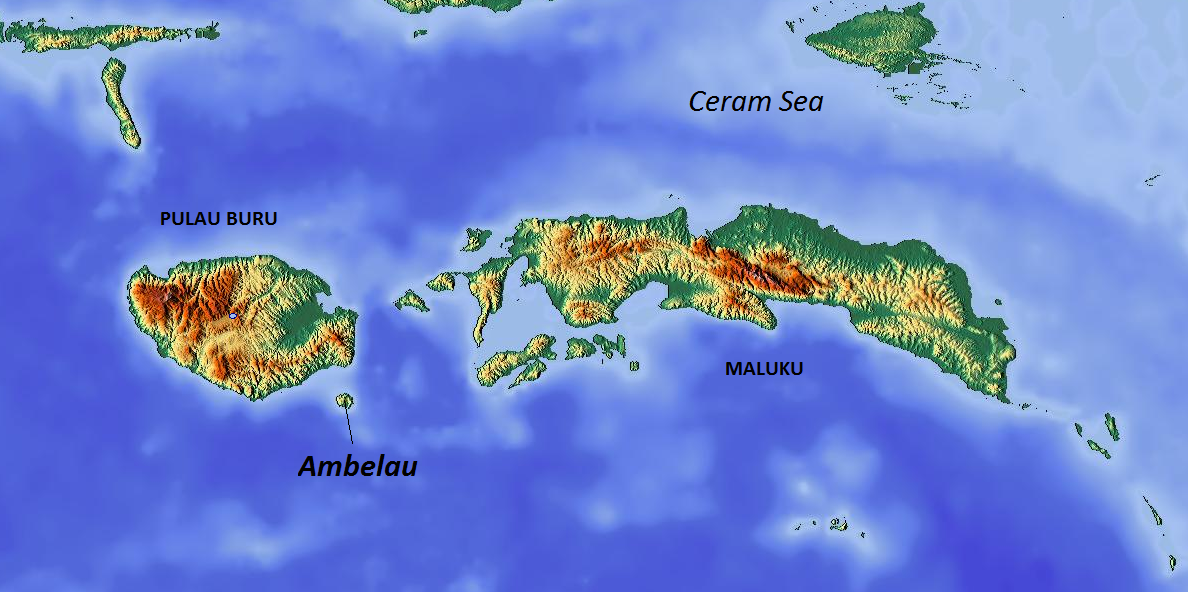
Vị trí.

Ambelau tọa lạc trong biển Banda, tại phía nam eo biển Manipa, cách đảo lớn Buru khoảng 20 km về phía đông nam. Nó có hình ôvan với một phần đất lồi ra ở phía đông nam, và có đường kính tối đa chừng 10 km.
Đây ban đầu là một núi lửa, đất đá trên đảo được hình thành từ Đại Tân sinh. Địa hình chủ yếu là đồi núi, với các điểm cao nhất là 608 m (đỉnh núi Baula) và 559 m (đỉnh núi Nona) ở vùng phía tây. Đảo mọc thẳng đứng từ biển lên, với phần đất bằng phẳng chỉ hiện diện tại bờ biển đông và nam. Đa phần lãnh thổ, đặc biệt là vùng núi, phủ rừng nhiệt đới ẩm. Ambelau nằm ở vùng hoạt động địa chấn tích cực và thường xuyên có động đất; hai trận động đất đáng chú ý gần đây nhất diễn ra vào tháng 8 năm 2006 và tháng 1 năm 2016 (làm 8 người bị thương và khoảng 120 ngôi nhà bị thiệt hại). Hệ động thực vật đa dạng và tương tự của Buru. Ngoài ra, còn có những rạn san hô ngoài khơi Ambelau.

## Hành chính
Ambelau nằm trong tỉnh Maluku của Indonesia. Tới năm 1999, hòn đảo thuộc huyện Trung Maluku (tiếng Indonesia: Kabupaten Maluku Tengah), rồi chuyển qua huyện Buru (tiếng Indonesia: Kabupaten Buru), trong đó nó tự mình là một đơn vị hành chính (Kechamatan Ambelau). Năm 2008, huyện Nam Buru được tách ra từ huyện Buru, và hòn đảo trở thành một phần của nó, tuy vẫn giữ cấp kechamatan. Hòn đảo lại được chia ra thành các đơn vị hành chính cấp thấp hơn, gọi là làng (tiếng Indonesia: desa) hay điểm dân cư (tiếng Indonesia: kelurahan), gồm Kampung Baru, Lumoy, Masawoy, Selasi, Siwar, Ulima và Elara.
Người dân trên đảo thường đọc nhanh nguyên âm trong âm tiết thứ hai trong từ "Ambelau". Do đó, nhiều nguồn tây phương gọi đảo là Ambelau, trong khi các tài liệu Indonesia viết là Ambalau, đặc biệt trong các văn kiện chính thức.

## Dân số
Đa phần dân số Ambelau (9.600 vào năm 2009) định cư tại vùng đất thấp ven biển, trong các điểm dân cư Kampungbaru (1.442), Lumoy (khoảng 950), Massawa (838), Selasi (1.174), Siwar (1.172), Ulimo (1.407) và Elara (2.610). Khoảng một nửa dân số là người Ambelau bản địa, nửa còn lại đến từ các đảo khác thuộc quần đảo Maluku (gồm chủ yếu người Bugis) và từ Java. Người Java đến đảo chủ yếu bởi những chương trình di cư được thực dân Hà Lan hỗ trợ vào thập niên 1900. Trong đời sống thường nhật, mỗi dân tộc nói ngôn ngữ riêng của họ. Tuy nhiên, đa phần người trưởng thành thông hiểu tiếng Indonesia và thường dùng nó ở nơi công cộng hay khi giao tiếp chung. Về tôn giáo, đa phần người tại Ambelau theo Hồi giáo Sunni, với một số ít theo Kitô giáo hoặc đức tin truyền thống.

## Kinh tế
Nông nghiệp là ngành kinh tế chính tại địa phương. Nghề trồng lúa gặp khó khăn tại Ambelau do địa hình đồi núi và sự phá hoại của loài lợn Buru babirusa (mà ít khi bị săn do niềm tin Hồi giáo). Phần đất màu mỡ ít ỏi ven biển được dùng để trồng ngô, khoai lang sago, cacao, dừa, tiêu Jamaica và nhục đậu khấu. Với các làng Masawoy và Ulimo còn có nghề đánh bắt cá ngừ. Ngư sản và nông sản được chuyên chở đến đảo Buru gần đó để bán tại các chợ ở Namlea.